# Іванов Ігор Сергійович (дипломат)
І́гор Сергі́йович Іванов (нар. 23 вересня 1945, Москва, РРФСР) — російський державний і політичний діяч, дипломат.

## Біографія
У 1963 закінчив Московське суворовське військове училище, Московський державний інституту іноземних мов імени Моріса Тореза (1969), доктор історичних наук, Професор.
З 1969 по 1973 — науковий співробітник Інституту світової економіки і міжнародних відносин Академії наук СРСР.
З 1973 по 1978 — 2-й секретар 1-го Європейського відділу МЗС СРСР, старший інженер торгпредства в Мадриді, 1-й секретар Посольства СРСР в Іспанії.
З 1978 по 1980 — радник посольства СРСР в Іспанії.
З 1980 по 1983 — радник—посланник посольства СРСР в Іспанії
З 1983 по 1984 — експерт 1 класу Європейського відділу МЗС СРСР.
З 1984 по 1986 — радник групи при МЗС СРСР, помічник Міністра закордонних справ СРСР — Едуарда Шеварднадзе.
З 1986 по 1987 — заступник начальника — завідувач відділом Загального секретаріату МЗС СРСР.
З 1987 по 1989 — перший заступник начальника — завідувач відділом Загального секретаріату МЗС СРСР.
З 1989 по 1991 — начальник Загального секретаріату МЗС СРСР, член колегії МЗС СРСР, брав участь в розробці угоди про передачу США акваторії Берингового моря по лінії розподілу Шеварднадзе — Бейкера.
З 1991 по 1992 — Надзвичайний і Повноважний Посол СРСР в Іспанії.
З 1992 по 1995 — Надзвичайний і Повноважний Посол Росії в Іспанії.
З 1995 по 1998 — перший заступник Міністра іноземних справ Росії.
З 1998 по 2004 — Міністр закордонних справ Російської Федерації.
З 1998 по 2007 — Постійний член Совєта Безпеки Російської Федерації.
З 2007 — займається комерційною, викладацькою, та науковою діяльністю.
У лютому 2009 року брав участь у неофіційній частині російсько-американських консультацій у Москві, перших після інавгурації Барака Обами. Після виступив зі схваленням ініційованої Дмитром Медведєвим політики «перезавантаження» і заявив про необхідність глибинних реформ усієї системи міжнародних відносин і завершення «втраченого двадцятиріччя» у відносинах зі США після холодної війни .
У грудні 2009 року став співголовою міжнародної комісії в галузі безпеки «Євроатлантична ініціатива», метою якої стало розроблення пропозицій щодо нової архітектури безпеки в Євро-Атлантичному регіоні . У рамках комісії брав участь у формулюванні потенційних кроків зі зміцнення взаємної довіри та сприяння зближенню позицій Росії і НАТО .
З 2011 року - президент Російської ради з міжнародних справ. Раніше, в червні 2010 року, його обрали до ради громадського руху «ЗаМодернізацію.ру» .
У лютому 2014 року вів переговори з міністерством нафти Ірану, де заявив про зацікавленість «Лукойла» повернутися на іранський ринок .
21 травня 2014 року опублікував свої «вісім уроків» української кризи, в них зазначив, що в новому уряді України домінують радикальні націоналісти , а в грудні 2015 року обговорювалося питання про призначення Ігоря Іванова повноважним представником Росії в контактній групі з врегулювання ситуації в Україні, яким у підсумку став Борис Гризлов .
У серпні 2017 року після розширення набору санкцій США щодо Росії Іванов закликав шукати можливості для співпраці, незважаючи на «відверто ворожі та короткозорі дії американської сторони». На його думку, за спільних зусиль двох держав довіра почне поступово відновлюватися, а санкції відмиратимуть.
У зв'язку з приходом до влади в Україні Володимира Зеленського вказав на необхідність «не втратити сприятливий момент», щоб налагодити діалог з українською владою. Іванов запропонував почати спільну роботу з активізації зусиль для розв'язання української кризи, запросивши представників Євросоюзу і США . У 2020 році виступив зі спільною заявою «Євроатлантичної ініціативи» про «12 кроків до миру на Донбасі», він вбачав врегулювання конфлікту в припиненні збройних дій шляхом політичного врегулювання, виступав за діалог Росії та України, зокрема за обговорення проблем, пов'язаних із Кримом .
У 2021 році підписав лист до президентів Росії і США з проханням про недопущення ядерної війни і закликом почати діалог, який призведе до зменшення ядерної загрози і до відкриття дороги до світу, вільного від ядерної зброї .
У січні 2022 року на тлі чуток про прийдешню війну з Україною заявив, що «від такої війни програють усі: і Росія, і Захід, і Україна», і що ця війна «не тягне на національну ідею» та не стане платформою, на якій могло б консолідуватися російське суспільство, зацікавленими в нагнітанні інформаційної істерії назвав українців і «євроатлантичних союзників» .
Підтримуючи ідею багатополярного світу, 2023 року Іванов дав інтерв'ю ТАСС, в якому сказав, що Америка виступає проти «нових демократичних інститутів регіонального масштабу» і дотримуються механізмів військово-політичного характеру . На його думку, найбільшою міжнародною проблемою є адміністрація США, яка демонструє «повну неповагу до основ сучасного світового порядку» .

## Нагороди
- Герой Російської Федерації (1999);[18]
- Орден «За заслуги перед Отечеством» II ступеня (1999)[19]
- Орден «За заслуги перед Отечеством» IV ступеня (1996)